# Colegio Manuel Encarnación Saavedra Geldres
El Colegio Manuel E. Saavedra Geldres fue fundado en abril de 1917 en la Provincia de Santiago de Chuco, La Libertad, Perú, como escuela de Varones número 2723 y desde 1985 toma el nombre del santiaguino Manuel Encarnación Saavedra Geldres.

## Historia
Fue fundado en 1917 como escuela de varones número 2723, bajo la dirección del profesor fundador Heraclio la Portilla, posteriormente fue nombrado Director el profesor Manuel Encarnación Saavedra Geldres. Inicialmente funcionaba en un local de propiedad de la señora Tránsito Bracamonte de Rodríguez, dicho terreno tenía una extensión de 672 m²; Asumiendo la dirección el profesor Francisco Miñano Benites se adquiere una propiedad con la finalidad de cumplir uno de sus sueños que era la construcción del local propio para el centro educativo, es decir tener un amplio lugar para estudiar con todas las condiciones pedagógicas que requiere la formación de los niños, teniendo ya el terreno, en 1970 se inició la construcción, posteriormente a este local fue denominado por los pobladores como “La Nueva Escuela”. En 1971 con R.M. N.º 1113– 71 ED. Fue fusionada como escuela N.º 284 y se convierte en mixto como colegio 80521.
Asumiendo el cargo de Director el profesor Amancio Toledo Zelada, tuvo como principal interés reconocer el trabajo que realizó el maestro Manuel Encarnación Saavedra Geldres, ya que fue uno de los personajes más importantes de Santiago de Chuco, es por eso que se hizo las gestiones necesarias para rendirle homenaje es así que el 25 de octubre de 1985, la escuela recibe el nombre de colegio 80521 “Manuel Encarnación Saavedra Geldres”.
Durante el año de 1998 siendo Presidente de la república Alberto Fujimori Fujimori, este local fue demolido para dar paso a la construcción de una nueva infraestructura con modernas instalaciones.

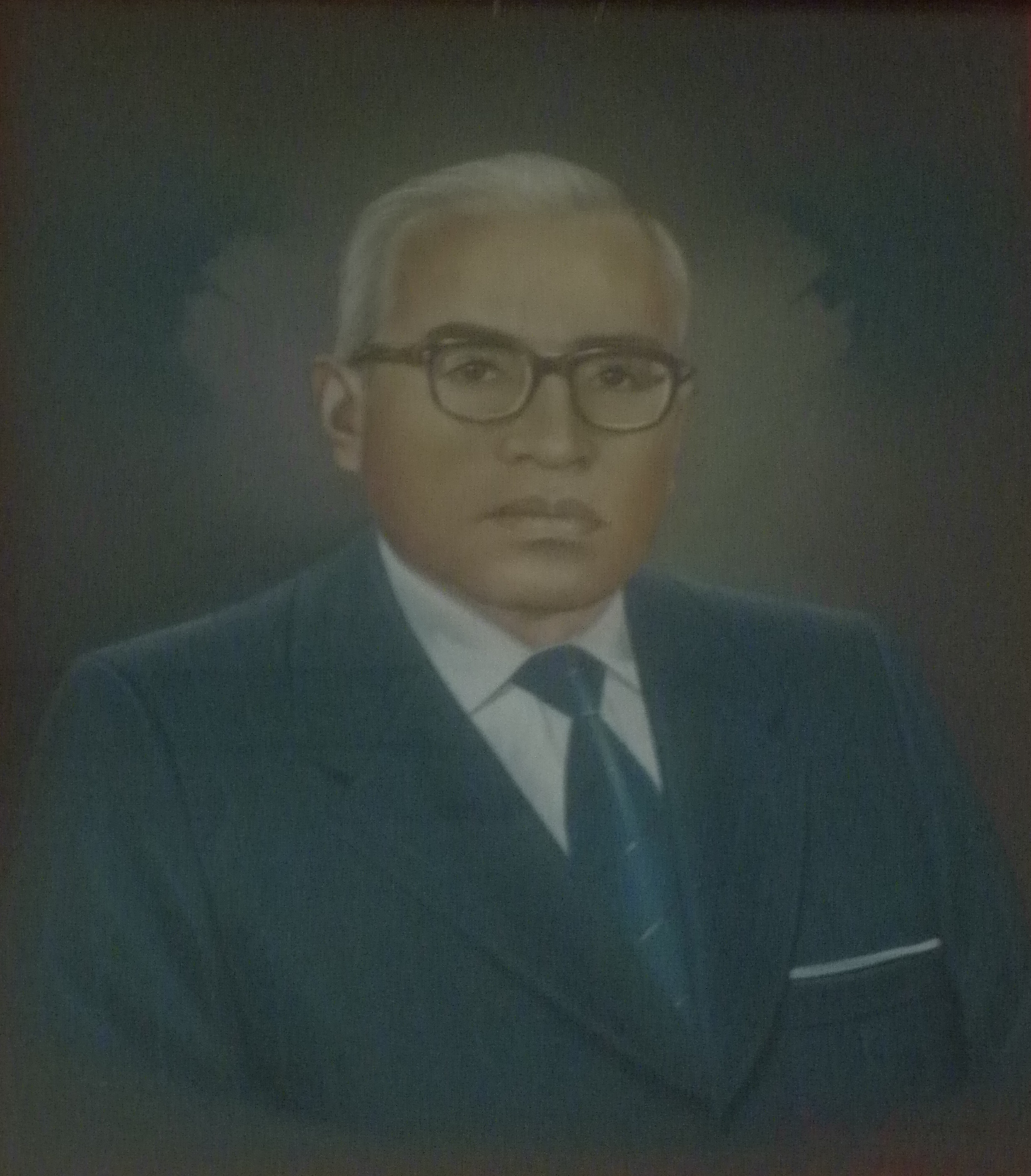
Prof. Manuel Encarnación Saavedra Geldres

## Relación de directores
- Heraclio la Portilla 1917-1920
- Abraham Arias Peláez 1920-1925
- Manuel E. Saavedra Geldres 1926-1964
- Francisco Miñano Benites 1964-1965
- Manuel E. Saavedra Geldres 1966-1970
- Francisco Miñano Benites 1971-1985
- Santos Flores Ulloa 1986
- Amancio Toledo Zelada
- Jorge Alcántara García 1997
- César E. Rodríguez Montoro 1998 a la actualidad

## Saavedrista destacado
- Luis de la Puente Uceda.